# Xã Crooked Creek, Quận Jasper, Illinois
Xã Crooked Creek (tiếng Anh: Crooked Creek Township) là một xã thuộc quận Jasper, tiểu bang Illinois, Hoa Kỳ. Năm 2010, dân số của xã này là 721 người.